# Зоркий, Марк Соломонович
Марк Соломо́нович Зо́ркий (другой псевдоним Му́нни, настоящая фамилия Липшиц; 1901, Житомир — 1941, под Вязьмой) — советский историк, профессор Московского университета. Специалист по истории марксизма, коммунистического движения, деятельности К. Маркса и Ф. Энгельса.

## Биография
Родился 19 июня 1901 года в Житомире в семье Шлёмы (Соломона) Гершоновича Липшица (1872—?), мещанина местечка Озёры Гродненского уезда, и Леи (Елизаветы) Мееровны Липшиц (в девичестве Гринштейн, 1875—?), уроженки Житомира; родители заключили брак там же 30 мая 1900 года. 
В 1919 году вступил в РКП(б). В 1920 году переехал в Москву. Активно участвовал в комсомольской работе, в 1922—1923 годах руководил издательством «Молодая гвардия», в 1924 году заведовал отделом печати ЦК РКСМ. С 1925 по 1930 год учился в Институте красной профессуры. В 1930—1937 годах работал в ИМЭЛ (с 1932 года — заведующим сектором истории Коминтерна). Преподавал в Коммунистическом университете имени Я. М. Свердлова, на Курсах марксизма при Комакадемии. С 1938 года — профессор и заведующий кафедрой новой истории исторического факультета МГУ. Читал лекции по истории Союза коммунистов и I Интернационала.
После начала Великой Отечественной войны стал инструктором политотдела 8-й Краснопресненской стрелковой дивизии народного ополчения. Позднее стал комиссаром дивизии в составе 32-й армии, а со 2 октября 1941 года — 24-й армии Резервного фронта. Погиб в октябре 1941 года в Битве за Москву.

## Дети
- Зоркая, Нея Марковна (1924—2006) — кинокритик, киновед, историк кино.
- Зоркий, Пётр Маркович (1933—2005) — доктор химических наук, профессор МГУ им. М. В. Ломоносова.
- Зоркий, Андрей Маркович (1935—2006) — кинокритик, журналист.

## Основные работы
- Под вымпелом Октября: флот в Октябрьской революции и гражданской войне. М., 1923 (редактор).
- 4 октября 1920 г. Ленин на III съезде комсомола. М., 1924.
- Рабочая оппозиция: материалы и документы 1920—1926 гг. / Сост. М. Зоркий; С предисл. Ем. Ярославского. М.-Л.: Гос. изд-во, 1926. — 263 с.
- Из истории борьбы Маркса за пролетарскую партию // «Большевик», 1934, № 7.
- Исторический путь Первого Интернационала // «Коммунистический Интернационал» № 29, 1934.
- Маркс и Женевский конгресс I Интернационала // «Пропагандист», 1936, № 16.
- Маркс и Энгельс в борьбе против сектантства в I Интернационале // «Большевик», 1935, № 22.
- Уроки 1848 года во Франции // «Исторический журнал», 1938, № 4.
- Воспоминания о Марксе / [Ред. сборника и предисл. с. 3-13 М. С. Зоркого]; [Ил. Н. Н. Жукова]. М.: Мол. гвардия, 1940. — 208 с.